# Атакишиев, Ага Салим Ибрагим оглы
Ага Салим Ибрагим оглы Атакишиев (азерб. Ağasəlim İbrahim oğlu Atakişiyev; 1903, Баку — 1970, Баку) — советский военный и государственный деятель, министр внутренних дел Азербайджанской ССР (1950—1953), генерал-майор (1945). Депутат Верховного Совета СССР 3-го созыва.

## Биография
Родился в семье боцмана портового буксира. По национальности азербайджанец.
Образование среднее, окончил в 1916 году 4-классное высшее начальное училище в Баку и 4 класса Бакинского реального училища. В 1918—1920 годах — ученик прядильного мастера на ткацкой фабрике в Баку. С апреля 1920 по май 1921 года — контролёр Бакинского исполкома.
С мая 1921 по май 1924 года — инспектор уголовного розыска в Баку. С мая 1924 — в органах ОГПУ-НКВД-МВД-МГБ. С мая 1924 по ноябрь 1929 года — оперативный работник ГПУ АзССР, принимал активное участие в ликвидации нескольких банд, дважды внедрялся в бандформирования. С декабря 1929 по июнь 1932 года — старший оперативный уполномоченный, заместитель и начальник районного отдела ГПУ в селе Башкичет (Грузинская ССР). В эти годы попал в поле зрения Л. П. Берии как перспективный работник. С июня 1932 по июль 1933 года проходил службу в Закавказском ГПУ. С июля 1933 в ОГПУ-НКВД АзССР: начальник отделения СПО НКВД республики. С июня 1939 — временно исполняющий должность заместителя начальника УРКМ НКВД АзССР, а с ноября этого же года — заместитель начальника УРКМ НКВД АзССР. С марта 1940 — начальник Кировобадского райотдела НКВД АзССР. С марта 1941 по январь 1942 года — начальник УРКМ НКВД АзССР, заместитель народного комиссара внутренних дел по милиции.
С мая 1943 по июнь 1944 года — первый заместитель народного комиссара государственной безопасности. Позже был резидентом ИНО НКВД СССР в Иране, под прикрытием консула. Занимался вопросами Южного Азербайджана. В 1946—1950 годах — заместитель министра государственный безопасности АзССР. 27 мая 1950 — 26 марта 1953 года — министр внутренних дел АзССР. Избирался членом Бюро ЦК КП(б) АзССР, депутат ВС СССР и АзССР.
В мае 1954 года был освобождён от занимаемой должности и в июне 1954 года уволен из системы МВД по фактам дискредитации. В ноябре 1955 года был арестован и в мае 1956 года на процессе по «делу Багирова» приговорён выездной сессией Военной коллегии Верховного Суда СССР к лишению свободы в исправительно-трудовых лагерях сроком на двадцать пять лет, за нарушение социалистической законности. В 1969 году освобождён по УДО (условно-досрочному освобождению). Из лагеря вернулся неизлечимо больным человеком. Досрочному освобождению содействовал учёный-востоковед, Герой Советского Союза академик З. М. Буниятов.

### Звания
- старший лейтенант государственной безопасности (13.01.1936);
- капитан государственной безопасности (25.03.1939);
- майор государственной безопасности (27.05.1942);
- полковник (14.02.1943);
- комиссар ГБ (24.05.1944);
- генерал-майор (09.07.1945) — Лишен звания 03.01.1955 Пост. СМ СССР № 9-4сс «как дискредитировавший себя за время работы в органах госбезопасности и недостойный в связи с этим высокого звания генерала».

### Награды
- Орден Ленина (30.04.1946)
- 2 ордена Красного Знамени (03.11.1944, 20.03.1952)
- 2 ордена Отеч. войны 1 степени (22.04.1943, 24.08.1949)
- орден «Знак Почета» (25.02.1946)
- орден Трудового Красного Знамени АзССР
- Медаль «За трудовую доблесть» (27.04.1940) — «в ознаменование 20-й годовщины освобождения Азербайджана от ига капитализма и установления там советской власти, за успехи в развитии нефтяной промышленности, за достижения в области подъёма сельского хозяйства и образцовое выполнение строительства Самур-Дивичинского канала»
- 3 медали
- знак «Почётный работник ВЧК-ГПУ (XV)» (12.01.1936)
- знак «Заслуженный работник НКВД» (19.12.1942)